# David de Souza Meira
David de Souza Meira (Nanuque, 22 de junho de 1943 - Guanabara, 1º de abril de 1968) foi um escriturário e é dado como morto pela Ditadura Militar no Brasil, durante uma manifestação contra o governo.

## Biografia
David de Souza Meira nasceu no dia 22 de junho de 1943, em Nanuque, interior de Minas Gerais. Seus pais eram Alzira Novais Meira e Valdomiro de Souza Meira. Ele era escriturário marítimo, funcionário da Companhia de Navegação Costeira, no Rio de Janeiro.

## Morte
Mesmo que o ato de protestar tenha sido proibido pelo governo durante o regime, estudantes conseguiram paralisar as ruas do Rio de Janeiro por algumas horas para manifestarem contra o quarto aniversário da ditadura militar, - o chamado Dia Nacional de Protesto - e também sobre o assassinato do estudante Edson Luis, de 18 anos, que foi morto durante a passeata-relâmpago 4 dias antes. A passeata se desdobrou em diversos outros protestos, sendo espalhados por vários pontos cariocas. Dois civis morreram por conta do ato, sendo eles David e Aurélio Aprígio de Paula.
David de Souza, com 24 anos, estava presente em uma dessas manifestações e foi morto, na rua Nilo Peçanha, por agentes do Estado brasileiro que dispararam armas de fogo contra cidadãos desarmados para tentarem desfazer os aglomerados e despistar os estudantes. Devido a agitação do dia, o Ministro da Justiça, Gama e Silva, pediu que o I Exército intervisse, ocupando o centro da cidade até 22h30. Mais de mil soldados do 2º Batalhão de Infantaria Blindada foram deslocados para a área com armamento pesado, além de cinco carros de combate e dois jipes. Horas depois, os militares conseguiram de fato dispersar os manifestantes e esvaziaram as proximidades da Cinelândia. O corpo de David foi encaminhado para o IML/RJ, com a Guia n° 1572 do Hospital Souza Aguiar. Na época foi feito um levantamento que constatou que 26 pessoas, todas civis, precisaram ser atendidas nos hospitais Souza Aguiar e Miguel Couto. O auto de exame cadavérico de David, constatou que ele tinha um ferimento na altura do tórax com características que indicam que tenha sido produzido por projetil de arma de fogo. Por sua vez, com as investigações feita pelos médicos legistas Ivan Nogueira Bastos e Nelson Caparelli, realizado no dia seguinte de sua morte, em 2 de abril de 1968, foi constatado que Meira foi morto por “ferimento penetrante no tórax por projétil de arma de fogo, determinando lesão no pulmão”, feito por um agente da repressão. A certidão de óbito informa que seu corpo foi retirado pela mãe, Alzira Novaes Meira, sendo enterrado pela família no Cemitério de Inhaúma, no Rio de Janeiro.
Além de David, outro civil acabou sendo morto na passeada. Jorge Aprígio de Paula, que era operário, foi morto quando um dos grupos de manifestantes tentava adentrar na residência do ministro do Exército, Aurélio de Lyra Tavares, na Rua General Canabarro. De Paula também foi vitima de um disparo feito por arma de fogo que atingiu suas costas e perfurou seu coração e pulmão, causando hemorragia interna. Ele morreu no local.
Em ambos os casos, ainda é recomendado que continuem as investigações sobre as circunstâncias das mortes dos manifestantes, para identificar e responsabilizar os agentes da repressão envolvidos nos crimes.

## Homenagens
A antiga Delegacia de Segurança Pessoal e de Ordem Política e Social (Dops), local de prisão e tortura de presos políticos durante a Ditadura Militar de Belo Horizonte, Minas Gerais, passou por algumas obras com a finalidade de receber um monumento que trará a memória de mineiros que morreram combatendo o regime. A inauguração do local ocorreu em 2013 e os nomes de 58 militantes foram colocados em uma placa, inclusive o de David de Souza Meira. O autor do monumento foi  o gaúcho Tiago Balem, que pretendia levar a homenagem a outras 10 capitais do país. Além de Meira e das outras 56 vítimas, um nome mais conhecido aparece também, o da estilista Zuleika Angel Gomes, a Zuzu Angel, mãe do militante Stuart Angel, que foi torturado e morto por militares. Zuzu buscava verdades sobre a morte do filho e acabou sendo vitima de um acidente automobilístico fatal que, anos depois, também foi associado aos agentes do regime ditatorial.  A placa com os nomes dos vitimados faz referência à bandeira nacional. Cristina Rodrigues, presidente da Associação dos Amigos do Memorial da Anistia Política do Brasil, disse que o objetivo era de transformar o antigo Dops em centro cultural que relembrasse a ditadura militar. Além dos mortes e desaparecidos, os anistiados políticos também foram homenageados, como Angelina Dutra de Oliveira, Maria Geralda Gomes, Imaculada Conceição Lucas de Oliveira, Antônio Ribeiro Romanelli e Oroslinda Maria Taranto Goulart. As famílias de Therezinha Martins Rabelo e Carmela Pezzuti também receberam prestígios.
Em 2011, foi aprovado pelos deputados da Assembléia Legislativa de Pernambuco, em sessão plenária no dia 28 de setembro, em uma quarta-feira, com unanimidade, o projeto de lei nº336/2011 de autoria do deputado estadual vigente na época, Betinho Gomes, do Partido da Social Democracia Brasileira (PSDB), que também era Presidente da Comissão de Cidadania e Direitos Humanos, onde institui o Dia Estadual em homenagem aos Mortos e Desaparecidos Políticos durante a ditadura civil-militar brasileira no Estado de Pernambuco. A justificativa do deputado referente ao projeto de lei foi de que tal projeto seria um esforço no sentido de debater a ditadura instaurada no Brasil no ano de 1964, para que este importante período da história do país não caia no esquecimento e não se torne “águas passadas”. No Brasil, durante o período da ditadura, o número de pessoas oficialmente declaradas mortas e desaparecidas chegam a 400. Entre os mortos, consta o nome do mineiro David de Souza Meira, morto em 1968, aos 24 anos.
Em São Paulo e no Rio Grande do Sul, projetos de lei parecidos também foram aprovados. Consecutivamente a Lei nº 438/2010, de autoria do deputado estadual Carlos Giannazi e o Projeto de Lei nº 142/2011 da Deputada Catarina Paladini. A data escolhida foi em homenagem ao aniversário do militante Fernando Augusto Santa Cruz Oliveira, que nasceu dia 22 de fevereiro de 1948 e é dado como um dos desaparecidos durante a Ditadura Militar, no Rio de Janeiro.